# Falconet camagroc
El falconet camagroc (Polihierax insignis) és una espècie d'ocell rapinyaire de la família dels falcònids (Falconidae) que habita boscos poc densos de Myanmar, Tailàndia, Cambodja, sud de Laos i sud del Vietnam. Sovint classificat al monotípic gènere Neohierax. El seu estat de conservació es considera gairebé amenaçat.